# 육군사관학교 (일본)
육군사관학교(일본어: 陸軍士官学校 리쿠군시칸갓코[*], 영어: Imperial Japanese Army Academy)는 일본 제국 육군의 병과 장교를 양성하는 교육 기관이었다.

## 역사

### 기원
1868년(메이지 1년)에 교토에 설치된 병학교(兵學校, 훗날 병학소(兵學所)로 개칭)가 기원이다. 1869년(메이지 2년) 9월에 오사카로 이전하여 병학료(兵學寮)가 되었다. 1871년(메이지 4년)에는 도쿄로 이전하였다.

### 사관생도제도

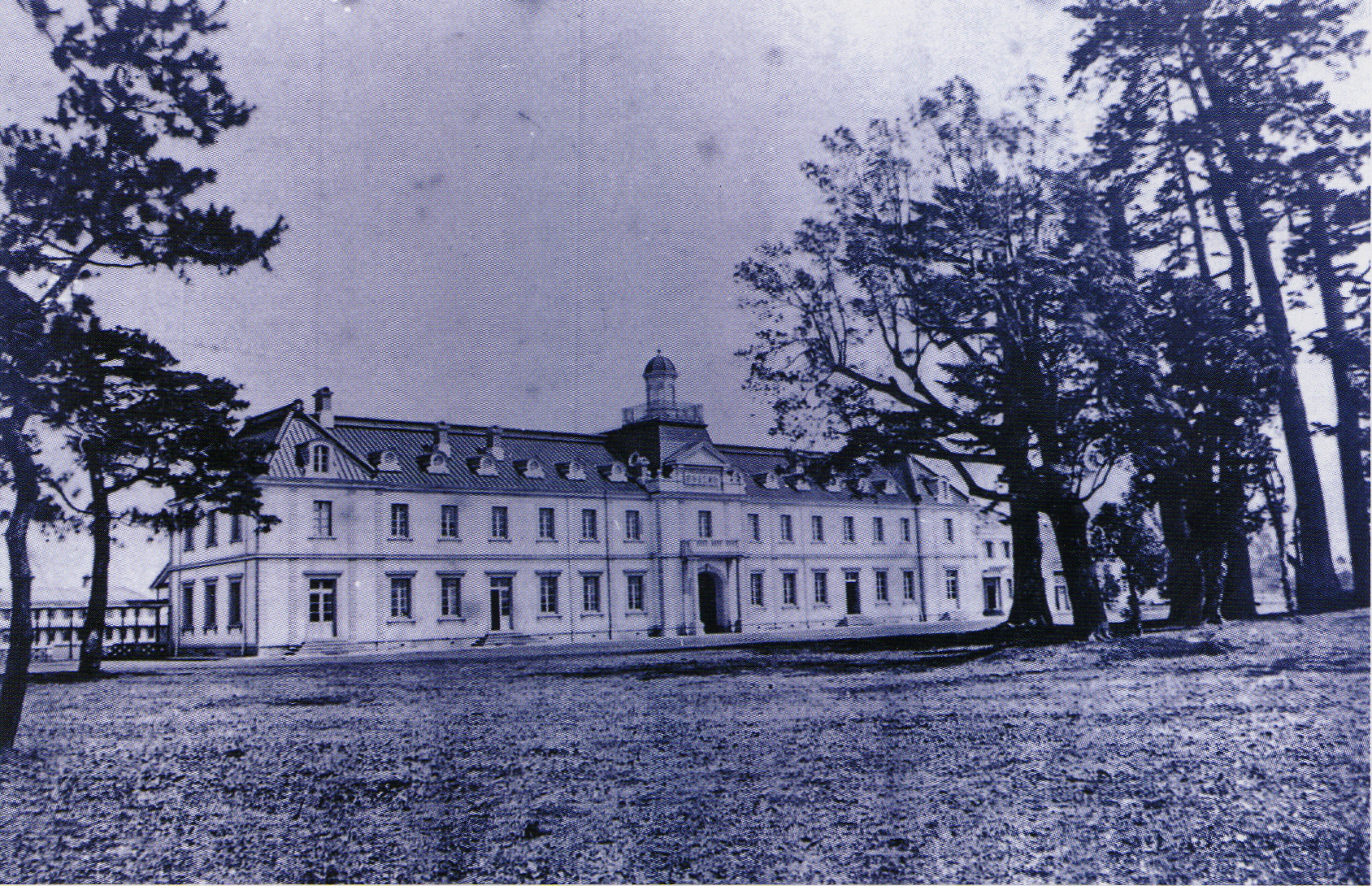
개교 당시의 육군사관학교

1874년(메이지 7년) 10월에 제정된 육군사관학교 조례에 따라, 12월에 도쿄부 이치가야(市ヶ谷台)에 육군사관학교가 개교하였고, 1875년(메이지 8년) 2월에 제1기 사관생도가 입교하였다. 이른바 구 육군사관학교(舊陸軍士官學校)로 불린다. 교육제도는 프랑스식을 따랐으며 프랑스 육군에서 초빙된 교관이 지도하였다.
수학기간은 병과에 따라 차이가 있었는데, 보병과 기병은 처음에는 2년이었지만 1876년(메이지 9년)에 3년으로 변경되었다. 포병과 공병은 처음에는 3년이었지만 1876년(메이지 9년)에는 4년이 되었고, 1881년(메이지 14년)에는 5년으로 연장되었다. 포병과 공병은 재학기간이 길었고, 소위로 임관한 이후에도 학교에 남아 있었으며, 생도소위로 불렀다. 사관생도제도는 제11기생까지 계속되다가 폐지되었다(사관생도 졸업생 1285명).
학습 내용은 1학년에서 기하학·대수학·역학·이학·화학·지학, 2학년은 군정학·병학·축성학·철도통신학 등을 배웠다. 교육제도의 특징은 포병과 공병의 교육기간이 길었다는 점이다. 게다가 훗날 사관후보생제도(독일식 육군사관학교 제도)와는 다르게 프랑스식 유년학교 출신자를 병사나 하사관의 경험 없이 군대 내의 엘리트 장교로 양성하였다는 점이다. 이는 장교 적격자가 적었던 근대 프랑스에서는 유효하였다.
근대 프랑스에서는 독일과는 다르게 궁정 관료, 행정·사법 관료, 지주 등의 귀족 자제로부터 장교를 배출하는 장교 임용 제도였고, 프랑스 혁명과 나폴레옹 전쟁 중에 소멸하였다. 프랑스 혁명군 및 나폴레옹 군에서 장교는 평등하게 병사와 하사관의 호선에 의해서 선출되어 군단을 관할하는 원수에 의해서 채용되어 임용되었다. 그러나 호선 장교는 과거 전문적인 사관학교 교육을 받지 않았기 때문에 기병 원수 미셸 네(Michel Ney)와 같이 각 병과 간의 전술의 융통성을 결여하거나 왕성한 전의로 공세만을 고집하여 철퇴 시기를 잘못 판단하는 등 전략적 시야가 좁은 인물도 있었다.
프랑스 혁명과 나폴레옹 전쟁 중에 귀족 출신 장교의 소멸 후, 근대 프랑스에서는 유복한 관료나 부르주아지로부터 고학력 자제를 모집하여 시험제도에 의해서 유년학교, 사관학교에 입학시켜 사관학교 졸업 후에 장교로 임용하였다. 그들의 교양있고 유복한 부모를 회유하기 위해 병사나 하사관으로부터 분리된 완전한 엘리트로서의 장교 교육제도가 성립하였다.
일본의 프랑스식 구 육군사관학교에는 프랑스식 유년학교 출신자 뿐만 아니라 보신 전쟁에 참전하고 병사에서 진급한 하사관이나, 다나카 기이치(田中義一)와 같이 하사관 양성 기관인 교도단(教導團) 출신의 하사관 등도 입학하였다. 프랑스식 구 육군사관학교의 특색의 하나는 이와 같은 하사관을 장교로 임용하는 것이었다. 이들은 소위가 되어 육대벌(陸大閥)이 출현하기 이전 조슈벌이나 사쓰마벌 우에하라 유사쿠(上原勇作)파를 중심으로 한 일본 육군 장교단의 주축이 되었다.
한편, 프랑스식 유년학교로부터 프랑스식 구 육군사관학교에 입학한 젊은층이 있었다. 이들의 상당수는 메이지 유신 이후에 몰락한 빈곤한 구 번사와 한학이나 수리 등의 초등교육을 거친 고학력 자제였다. 훗날 독일식 육군사관학교 제도와는 다르게 이들은 평상시 중대 내무반으로 파견되는 일이 없었기 때문에 병사나 하사관의 경험이 없었다. 이때문에 프랑스식 유년학교 출신으로 프랑스식 구 육군사관학교를 졸업한 청년 소위는 장교가 되어도 중도에 퇴직하는 경우가 상당수 나왔다.
또한 프랑스식 구 육군사관학교 입학자에는 구제 중학교(舊制中學校) 출신자는 포함되지 않았다. 1886년(메이지 19년) 4월에 칙령 제15호 《중학교령》에 의해서 구제 심상중학교가 고등중학교(훗날 구제 고교)와 함께 설치되었다. 즉 프랑스식 구 육군사관학교는 1886년(메이지 19년) 칙령 제15호 《중학교령》이 공포되기 이전의 제도였기 때문이다. 구 제2기의 이구치 세이고(井口省吾)나 구 제11기의 나라 다케지(奈良武次)가 구제 중학교 졸업이 아니고 사숙이나 사립학교 졸업 후에 프랑스식 구 육군사관학교에 입학한 것은 구제 중학교의 제도가 아직 되어 있지 않았기 때문이다. 독일식 《육군사관학교관제》의 공포는 1887년(메이지 20년)에 칙령 제25호에 의해서였으며, 《제국대학령》, 《중학교령》의 공포 이후에 있었다.
1877년(메이지 10년) 세이난 전쟁 당시에는 입교하여 아직 1 ~ 2년 정도밖에 안되는 제1기생과 제2기생이 견습생으로 동원되었고, 교장 소가 스케노리(曾我祐準)와 육군경 야마가타 아리토모(山県有朋)까지도 출병하였다. 이 영향으로 같은 해 2월에 입학할 예정이던 제3기생은 세이난 전쟁으로 같은 해 5월까지 대기 상태에 있었다. 아키야마 요시후루(秋山好古)도 그 중의 한 명이다.

### 사관후보생제도
1887년(메이지 20년)에 프로이센식 사관후보생제도가 채용되어, 1889년(메이지 22년)에 제1기생이 입교하였다. 사관후보생은 육군유년학교 및 구제 중학교(현재 중학교 1학년에서 고등학교 2학년에 상당) 출신자로부터 배출되어 지정된 연대나 대대(원대(原隊)라고 함)에서 하사관병(일등병 또는 상등병으로 시작)으로서 부대 근무를 거친 후에 사관학교에 입교하였다. 하사관병으로서 부대 근무를 거치는 점이 해군사관학교와 달랐다.
중학교 출신자는 12월에 일등병으로서 입대히여 다음 해 6월에 상등병으로 승진하였다. 유년학교 출신자는 중학교 출신자가 상등병이 되는 것과 동시에 상등병으로서 입대하였다. 8월에 오장(伍長)가 되었으며, 12월에는 군조(軍曹)가 되었다. 사관학교를 졸업하면 조장(曹長)으로 진급하여 견습사관이 되어 원대에 복귀하였다. 원대의 장교단의 추천에 의해 소위로 임관하였다.
1896년(메이지 29년) 5월 15일에 육군중앙유년학교 조례 및 육군지방유년학교 조례가 제정되어 유년학교의 수학기간이 중앙 및 지방 모두 5년이 되었다. 유년학교 학생간의 유대가 깊어지는 것과 동시에 유년학교 출신자와 중학교 출신자와의 사이에 구별 의식이 강해졌다. 신제도의 중앙유년학교 출신자는 육사 제15기 이후이다.
1909년(메이지 42년, 융희 3년) 7월 30일에 제정된 대한제국 칙령에 의해서 대한제국의 육군무관학교는 폐지되었고, 대한제국 육군 무관의 양성은 위탁에 의하여 일본 육군사관학교에서 행해지게 되었다.

### 사관학교 예과·본과 제도
1920년(다이쇼 9년)에 종래 육군중앙유년학교가 육군사관학교 예과, 종래 육군사관학교가 육군사관학교 본과로 되었다. 예과의 수학기간은 4월 1일에 입교하여 2년 후 3월에 졸업하였다. 예과 재학 중에는 계급은 부여되지 않고, 졸업 시에 상등병으로 병과 및 원대의 지정이 이루어졌다. 졸업 후 4월부터 반년 간 부대에 배치되고(이 기간에 오장으로 승진), 군조로 승진하면서 10월에 본과에 입교하였다. 본과의 수학기간은 1년 10개월로 다음 해 7월에 졸업하여 견습사관(계급은 군조)이 되었다. 신제도의 육사 예과 출신자는 본과 제37기생 이후이다.

### 사관학교·예과사관학교
1937년(쇼와 12년)에 육군사관학교 본과는 육군사관학교라고 개칭되었고, 육군사관학교 예과는 육군예과사관학교가 되었다. 육군사관학교는 자마로 이전하였고, 쇼와 천황으로부터 상무대(相武台)라는 이름이 주어졌다. 1938년(쇼와 13년)에 육사 본과의 수학기간이 1년 8개월로 단축되었고, 1941년(쇼와 16년)에는 1년으로 단축되었다. 한편 이와는 별도로 1939년(쇼와 14년)에는 갑종간부후보생의 교육기관으로서 육군예비사관학교가 설치되었다. 1941년(쇼와 16년)에 육군예과사관학교는 아사카로 이전하여 진무대(振武台)라는 이름이 주어진다. 1945년(쇼와 20년) 6월에 제58기생이 졸업하여 소위로 임관하였다.
제2차 세계 대전 이후에 상무대는 주일 미군에 접수되어 현재 캠프 자마(Camp Zama)의 일부가 되었다. 육군사관학교가 폐교되면서 제59기생에게는 특별히 졸업 자격이 주어졌다. 제60기생은 8월 28일 각의 결정에 의하여 필기시험 없이 문부성 소관의 학교에 전입시키는 조치가 취해졌지만 당시 일고(一高)는 그 지시에 거부하고 전입시험을 실시하였다.

### 육군항공사관학교
1937년(쇼와 12년) 10월 1일에 항공 병과 장교로 육성할 생도 및 학생의 교육을 실시하기 위해서 육군항공사관학교분교가 설치되었다. 1938년(쇼와 13년) 12월에 분교는 육군항공사관학교로서 독립하였고, 1941년(쇼와 16년)에 수무대(修武台)라는 이름이 주어졌다. 항공사관학교는 전문 교육이기 때문에 조기 입교를 시켜서 부대 근무를 하지 않았다.

## 관련자 명단
2004년에 제정된 대한민국의 《일제강점하 반민족행위 진상규명에 관한 특별법》 제2조 10호는 ‘일본 제국주의 군대의 소위(少尉) 이상의 장교로서 침략 전쟁에 적극 협력한 행위’를 친일반민족행위로 규정하였다( - 대한민국 정부 발표 친일반민족행위자).

### 사관생도
| 기수 | 입학   | 졸업   | 이름   | 일본군 계급 | 주요 경력 | 비고                                           |
| ---- | ------ | ------ | ------ | ----------- | --------- | ---------------------------------------------- |
| 11기 | 1886년 | 1889년 | 박유굉 |             |           | 1888년 재학 중 자살, 도쿄 아오야마 묘지에 매장 |

### 사관후보생
| 기수 | 입학   | 졸업   | 이름   | 일본군 계급 | 주요 경력                                 | 비고                                   |
| ---- | ------ | ------ | ------ | ----------- | ----------------------------------------- | -------------------------------------- |
| 8기  | 1896년 | 1897년 | 성창기 |             | 대한제국 참령                             |                                        |
| 8기  | 1896년 | 1897년 | 권태간 |             | 대한제국 부령                             |                                        |
| 8기  | 1896년 | 1897년 | 왕유식 | 소장        | 대한제국 정령                             |                                        |
| 8기  | 1896년 | 1897년 | 조성근 | 중장        | 대한제국 참장, 조선총독부 중추원 참의     |                                        |
| 8기  | 1896년 | 1897년 | 이대규 |             | 대한제국 참령                             |                                        |
| 8기  | 1896년 | 1897년 | 김상열 |             |                                           |                                        |
| 8기  | 1896년 | 1897년 | 이병무 | 중장        | 대한제국 육군부장, 조선귀족(자작)         | 한일신협약, 한일 병합 조약 체결에 협조 |
| 8기  | 1896년 | 1897년 | 이희두 | 소장        | 대한제국 참장                             |                                        |
| 8기  | 1896년 | 1897년 | 신우균 | 중좌        | 대한제국 참령                             |                                        |
| 11기 | 1898년 | 1899년 | 강용희 |             | 대한제국 정위                             |                                        |
| 11기 | 1898년 | 1899년 | 권승록 | 대좌        | 대한제국 정위                             |                                        |
| 11기 | 1898년 | 1899년 | 권호선 |             | 대한제국 참위                             | 일심회 쿠데타 사건으로 옥사            |
| 11기 | 1898년 | 1899년 | 김관현 |             | 대한제국 정위, 조선총독부 중추원 참의     |                                        |
| 11기 | 1898년 | 1899년 | 김교선 |             | 대한제국 정위, 조선총독부 중추원 참의     |                                        |
| 11기 | 1898년 | 1899년 | 김규복 |             | 대한제국 참위                             |                                        |
| 11기 | 1898년 | 1899년 | 김상설 |             | 대한제국 부위, 조선총독부 중추원 참의     |                                        |
| 11기 | 1898년 | 1899년 | 김성은 |             | 대한제국 부령                             |                                        |
| 11기 | 1898년 | 1899년 | 김형섭 | 대좌        | 대한제국 정위                             |                                        |
| 11기 | 1898년 | 1899년 | 김홍남 |             | 대한제국 정위                             |                                        |
| 11기 | 1898년 | 1899년 | 김홍진 |             | 대한제국 참위                             | 일심회 쿠데타 사건으로 형사            |
| 11기 | 1898년 | 1899년 | 김의선 |             | 대한제국 참령, 대한민국 임시정부 국무차장 |                                        |
| 11기 | 1898년 | 1899년 | 노백린 |             | 대한제국 정령, 대한민국 임시정부 국무총리 |                                        |
| 11기 | 1898년 | 1899년 | 방영주 |             | 대한제국 참령                             |                                        |
| 11기 | 1898년 | 1899년 | 어담   |             | 대한제국 정령, 조선총독부 중추원 참의     |                                        |
| 11기 | 1898년 | 1899년 | 윤치성 |             | 대한제국 부령                             |                                        |
| 11기 | 1898년 | 1899년 | 이기옥 |             | 대한제국 정위                             |                                        |
| 11기 | 1898년 | 1899년 | 임재덕 |             | 대한제국 참령                             |                                        |
| 11기 | 1898년 | 1899년 | 장인근 | 소좌        | 대한제국 정위                             |                                        |
| 11기 | 1898년 | 1899년 | 장호익 |             | 대한제국 참위                             | 일심회 쿠데타 사건으로 형사            |
| 11기 | 1898년 | 1899년 | 조택현 |             | 대한제국 참위                             | 일심회 쿠데타 사건으로 형사            |
| 15기 | 1902년 | 1903년 | 김기원 | 중좌        | 대한제국 참령                             |                                        |
| 15기 | 1902년 | 1903년 | 김응선 | 소장        | 대한제국 참령                             |                                        |
| 15기 | 1902년 | 1903년 | 남기창 |             | 대한제국 참령                             |                                        |
| 15기 | 1902년 | 1903년 | 류동렬 |             | 대한제국 참령, 대한민국 임시정부 참모총장 |                                        |
| 15기 | 1902년 | 1903년 | 박두영 | 대좌        | 대한제국 참령, 조선총독부 중추원 참의     |                                        |
| 15기 | 1902년 | 1903년 | 박영철 |             | 대한제국 참령, 조선총독부 중추원 참의     |                                        |
| 15기 | 1902년 | 1903년 | 이갑   |             | 대한제국 참령                             |                                        |
| 15기 | 1902년 | 1903년 | 전영헌 |             | 대한제국 부령                             |                                        |
| 23기 | 1909년 | 1911년 | 김광서 | 중위        | 일본 육사 최우등 졸업                     | 1기 김일성 장군으로 추정               |
| 26기 | 1912년 | 1914년 | 권영한 | 중위        | 대련상업학교 교사                         |                                        |
| 26기 | 1912년 | 1914년 | 김준원 | 중위        | 배재·오산중학교 교사, 대한민국 육군 준장  |                                        |
| 26기 | 1912년 | 1914년 | 민덕호 | 중위        |                                           |                                        |
| 26기 | 1912년 | 1914년 | 박승훈 | 소좌        | 대한민국 육군 준장                        |                                        |
| 26기 | 1912년 | 1914년 | 신태영 | 중좌        | 대한민국 육군 중장                        |                                        |
| 26기 | 1912년 | 1914년 | 안병범 | 대좌        | 대한민국 육군 대령(준장 추서)             | 한국 전쟁 당시 자살                    |
| 26기 | 1912년 | 1914년 | 염창섭 | 중위        | 오산중학교 교사, 만주국 참사관            |                                        |
| 26기 | 1912년 | 1914년 | 유승열 | 대좌        | 대한민국 육군 소장                        |                                        |
| 26기 | 1912년 | 1914년 | 이대영 | 소좌        | 대한민국 육군 준장                        |                                        |
| 26기 | 1912년 | 1914년 | 이응준 | 대좌        | 대한민국 육군 중장                        |                                        |
| 26기 | 1912년 | 1914년 | 지청천 | 중위        | 대한민국 임시정부 광복군 총사령관         |                                        |
| 26기 | 1912년 | 1914년 | 조철호 | 중위        | 오산학교·중앙고보·보성전문 교사           |                                        |
| 26기 | 1912년 | 1914년 | 홍사익 | 중장        |                                           | 연합군 전범재판에서 사형               |
| 27기 | 1913년 | 1915년 | 김석원 | 대좌        | 대한민국 육군 소장                        |                                        |
| 27기 | 1913년 | 1915년 | 김인욱 | 중좌        |                                           |                                        |
| 27기 | 1913년 | 1915년 | 김종식 | 중위        |                                           |                                        |
| 27기 | 1913년 | 1915년 | 김중규 | 중위        |                                           |                                        |
| 27기 | 1913년 | 1915년 | 남우현 | 중좌        |                                           |                                        |
| 27기 | 1913년 | 1915년 | 박창우 | 중위        |                                           |                                        |
| 27기 | 1913년 | 1915년 | 백홍석 | 대좌        | 대한민국 육군 소장                        |                                        |
| 27기 | 1913년 | 1915년 | 서정필 | 중위        |                                           |                                        |
| 27기 | 1913년 | 1915년 | 원용국 | 대위        |                                           |                                        |
| 27기 | 1913년 | 1915년 | 유관희 | 대위        |                                           |                                        |
| 27기 | 1913년 | 1915년 | 윤상필 | 소좌        |                                           |                                        |
| 27기 | 1913년 | 1915년 | 이항우 | 중좌        |                                           |                                        |
| 27기 | 1913년 | 1915년 | 이동근 | 소위        |                                           |                                        |
| 27기 | 1913년 | 1915년 | 이종혁 | 중위        | 참의부 군사위원장                         |                                        |
| 27기 | 1913년 | 1915년 | 이희겸 | 중위        | 영생중학교 교사                           |                                        |
| 27기 | 1913년 | 1915년 | 장기형 | 중위        |                                           |                                        |
| 27기 | 1913년 | 1915년 | 장석윤 | 중위        | 휘문·오산중학교 교사, 대한민국 육군 대령  |                                        |
| 27기 | 1913년 | 1915년 | 장성식 | 중위        |                                           |                                        |
| 27기 | 1913년 | 1915년 | 장유근 | 중위        | 남대문상업학교·오산중학교 교사            |                                        |
| 27기 | 1913년 | 1915년 | 정훈   | 중좌        | 조선군사령부 보도부장                     |                                        |
| 29기 | 1915년 | 1917년 | 이은   | 중장        | 영친왕                                    |                                        |
| 29기 | 1915년 | 1917년 | 조대호 | 소좌        | 조선귀족(자작), 조선총독부 촉탁           | 조선귀족(자작) 조중응의 장남           |
| 30기 | 1916년 | 1918년 | 엄주명 | 중위        | 대한민국 육군 준장                        |                                        |

### 육군사관학교 예과 / 본과
| 기수 | 입학   | 졸업   | 이름                     | 일본군 계급      | 주요 경력                            | 비고                                                                 |
| ---- | ------ | ------ | ------------------------ | ---------------- | ------------------------------------ | -------------------------------------------------------------------- |
| 42기 | 1926년 | 1930년 | 이건                     | 중좌             | 공                                   |                                                                      |
| 44기 | 1928년 | 1932년 | 이형석                   | 소좌             | 대한민국 육군소장                    | 신병으로 1년 휴학 후 45기로 졸업                                     |
| 45기 | 1929년 | 1933년 | 이우                     | 중좌 (대좌 추서) | 공                                   | 1945년 히로시마에 투하된 원자 폭탄에 피폭되어 사망                   |
| 49기 | 1933년 | 1937년 | 채병덕                   | 소좌             | 대한민국 육군소장 (중장 추서)        | 한국 전쟁 하동 전투에서 전사                                         |
| 49기 | 1933년 | 1937년 | 이종찬                   | 소좌             | 대한민국 육군중장                    |                                                                      |
| 50기 | 1934년 | 1937년 | 이용문                   | 소좌             | 대한민국 육군준장 (소장 추서)        | 한국 전쟁 당시 비행기 사고로 전사                                    |
| 50기 | 1934년 | 1937년 | 지린태                   | 중위 (대위 추서) |                                      | 항공사관학교 졸업, 할힌골 전투에서 전사                              |
| 52기 | 1936년 | 1939년 | 박범집                   | 소좌             | 대한민국 공군준장 (소장 추서)        | 한국 전쟁 당시 비행기 사고로 전사                                    |
| 52기 | 1936년 | 1939년 | 최명하                   | 중위 (대위 추서) |                                      | 항공사관학교 졸업, 수마트라섬에서 전사                               |
| 53기 | 1937년 | 1940년 | 신응균                   | 소좌             | 대한민국 육군중장                    |                                                                      |
| 53기 | 1937년 | 1940년 | 박재흥                   | 소좌             |                                      |                                                                      |
| 54기 | 1937년 | 1940년 | 강석호                   | 중위             |                                      | 애드미럴티 제도에서 전사                                             |
| 54기 | 1937년 | 1940년 | 김정렬                   | 대위             | 대한민국 공군중장                    | 항공사관학교 졸업                                                    |
| 54기 | 1937년 | 1940년 | 노태순                   | 대위             |                                      | 버마 전선에서 전사                                                   |
| 54기 | 1937년 | 1940년 | 김석범                   | 상위             | 대한민국 해병중장                    | 만주국 봉천군관학교 졸업 후 편입                                     |
| 54기 | 1937년 | 1940년 | 석희봉                   |                  |                                      | 만주국 봉천군관학교 졸업 후 편입                                     |
| 55기 | 1938년 | 1941년 | 김창규                   | 대위             | 대한민국 공군중장                    |                                                                      |
| 55기 | 1938년 | 1941년 | 유재흥                   | 대위             | 대한민국 육군중장                    |                                                                      |
| 55기 | 1938년 | 1941년 | 전원상                   | 대위             |                                      | 방글라데시에서 전사                                                  |
| 55기 | 1938년 | 1941년 | 정일권                   | 상위             | 대한민국 국무총리, 대한민국 육군대장 | 만주국 봉천군관학교 졸업 후 편입                                     |
| 56기 | 1939년 | 1942년 | 김종석                   | 대위             | 대한민국 육군중령                    | 남로당 관계 숙군 과정에서 체포·사형                                  |
| 56기 | 1939년 | 1942년 | 이형근                   | 대위             | 대한민국 육군대장                    |                                                                      |
| 56기 | 1939년 | 1942년 | 최정근                   | 대위             |                                      | 오키나와에서 전사                                                    |
| 56기 | 1939년 | 1942년 | 최창식                   | 대위             | 대한민국 육군대령                    | 한국 전쟁 당시 한강교 폭파 책임으로 사형                             |
| 56기 | 1939년 | 1942년 | 김민규                   |                  | 대한민국 육군대위                    | 만주국 육군군관학교 졸업 후 편입                                     |
| 56기 | 1939년 | 1942년 | 박임항                   | 중위             | 대한민국 육군중장                    | 만주국 육군군관학교 졸업 후 편입                                     |
| 56기 | 1939년 | 1942년 | 이주일                   | 중위             | 대한민국 육군대장                    | 만주국 육군군관학교 졸업 후 편입                                     |
| 56기 | 1939년 | 1942년 | 조영원                   |                  |                                      | 만주국 육군군관학교 졸업 후 편입                                     |
| 56기 | 1939년 | 1942년 | 최창언                   |                  | 대한민국 육군중장                    | 만주국 육군군관학교 졸업 후 편입                                     |
| 56기 | 1939년 | 1942년 | 최창륜                   |                  |                                      | 만주국 육군군관학교 졸업 후 편입                                     |
| 57기 | 1941년 | 1944년 | 김영수                   |                  |                                      | 필리핀에서 전사                                                      |
| 57기 | 1941년 | 1944년 | 김호량                   |                  |                                      | 한국 전쟁 당시 전사                                                  |
| 57기 | 1941년 | 1944년 | 정상수                   |                  |                                      | 오키나와에서 전사                                                    |
| 57기 | 1941년 | 1944년 | 김재풍                   |                  |                                      | 만주국 육군군관학교 졸업 후 편입                                     |
| 57기 | 1941년 | 1944년 | 박정희                   | 중위             | 대한민국 대통령, 대한민국 육군대장   | 만주국 육군군관학교 졸업 후 편입 일본 육사 우등 졸업                 |
| 57기 | 1941년 | 1944년 | 이변준                   |                  |                                      | 만주국 육군군관학교 졸업 후 편입                                     |
| 57기 | 1941년 | 1944년 | 이한림                   | 중위             | 대한민국 육군중장                    | 만주국 육군군관학교 졸업 후 편입                                     |
| 58기 | 1942년 | 1945년 | 박원석                   | 소위             | 대한민국 공군중장                    |                                                                      |
| 58기 | 1942년 | 1945년 | 신상철                   | 소위             | 대한민국 공군소장                    |                                                                      |
| 58기 | 1942년 | 1945년 | 안광수                   |                  | 대한민국 육군대령                    |                                                                      |
| 58기 | 1942년 | 1945년 | 정래혁                   | 소위             | 대한민국 육군중장                    |                                                                      |
| 58기 | 1942년 | 1945년 | 최복주                   |                  | 대한민국 육군대령                    | 한국 전쟁 당시 전사                                                  |
| 58기 | 1942년 | 1945년 | 한용현                   |                  | 대한민국 공군대령                    |                                                                      |
| 58기 | 1942년 | 1945년 | 강태민                   |                  | 대한민국 육군준장                    | 만주국 육군군관학교 졸업 후 편입                                     |
| 58기 | 1942년 | 1945년 | 최주종                   | 중위             | 대한민국 육군소장                    | 만주국 육군군관학교 졸업 후 편입                                     |
| 59기 | 1943년 | 미수료 | 장창국                   |                  | 대한민국 육군대장                    |                                                                      |
| 59기 | 1943년 | 미수료 | 홍승화                   |                  |                                      | 한국 전쟁 당시 전사                                                  |
| 59기 | 1943년 | 미수료 | 가나미쓰 히데오 (창씨명) |                  |                                      | 일본에서 전사                                                        |
| 59기 | 1943년 | 미수료 | 강문봉                   |                  | 대한민국 육군중장                    | 만주국 육군군관학교 졸업 후 편입                                     |
| 59기 | 1943년 | 미수료 | 김태종                   |                  |                                      | 만주국 육군군관학교 졸업 후 편입                                     |
| 59기 | 1943년 | 미수료 | 이용술                   |                  |                                      | 만주국 육군군관학교 졸업 후 편입                                     |
| 59기 | 1943년 | 미수료 | 황택림                   |                  | 대한민국 육군대위                    | 만주국 육군군관학교 졸업 후 편입 남로당 관계 숙군 과정에서 체포·사형 |
| 59기 | 1943년 | 미수료 | 이OO                     |                  |                                      | 만주국 육군군관학교 졸업 후 편입                                     |
| 60기 | 1944년 | 미수료 | 김태성                   |                  | 대한민국 육군대위                    |                                                                      |
| 60기 | 1944년 | 미수료 | 이성구                   |                  |                                      |                                                                      |
| 60기 | 1944년 | 미수료 | 이연주                   |                  | 대한민국 공군준장                    |                                                                      |
| 60기 | 1944년 | 미수료 | 이재익                   |                  |                                      |                                                                      |
| 60기 | 1944년 | 미수료 | 장지량                   |                  | 대한민국 공군중장                    |                                                                      |
| 60기 | 1944년 | 미수료 | 최병건                   |                  | 대한민국 육군소령                    | 남로당 관계 숙군 과정에서 체포·사형                                  |
| 60기 | 1944년 | 미수료 | 김기준                   |                  |                                      | 만주국 육군군관학교 졸업 후 편입                                     |
| 60기 | 1944년 | 미수료 | 김석권                   |                  |                                      | 만주국 육군군관학교 졸업 후 편입                                     |
| 60기 | 1944년 | 미수료 | 김세현                   |                  | 대한민국 육군중위                    | 만주국 육군군관학교 졸업 후 편입                                     |
| 60기 | 1944년 | 미수료 | 김탁근                   |                  | 대한민국 해병중장                    | 만주국 육군군관학교 졸업 후 편입                                     |
| 60기 | 1944년 | 미수료 | 김계림                   |                  | 대한민국 육군소령                    | 만주국 육군군관학교 졸업 후 편입                                     |
| 60기 | 1944년 | 미수료 | 이우춘                   |                  |                                      | 만주국 육군군관학교 졸업 후 편입                                     |
| 60기 | 1944년 | 미수료 | 정정순                   |                  | 대한민국 육군중령                    | 만주국 육군군관학교 졸업 후 편입 한국 전쟁 당시 전사                 |
| 61기 | 1945년 | 미수료 | 김은주                   |                  |                                      |                                                                      |
| 61기 | 1945년 | 미수료 | 김중환                   |                  |                                      |                                                                      |
| 61기 | 1945년 | 미수료 | 김차경                   |                  |                                      |                                                                      |
| 61기 | 1945년 | 미수료 | 오일균                   |                  | 대한민국 육군소령                    | 남로당 관계 숙군 과정에서 체포·사형                                  |
| 61기 | 1945년 | 미수료 | 정만영                   |                  |                                      |                                                                      |
| 61기 | 1945년 | 미수료 | 조병하                   |                  |                                      |                                                                      |
| 61기 | 1945년 | 미수료 | 조철위                   |                  |                                      |                                                                      |
| 61기 | 1945년 | 미수료 | 최용기                   |                  |                                      |                                                                      |
| 61기 | 1945년 | 미수료 | 성명미상                 |                  |                                      |                                                                      |

## 같이 보기
- 육군대학교 (일본)
- 해군병학교 (일본)
- 방위 대학교

## 참고 문헌
- 이기동, 《비극의 군인들》, 일조각, 1982년.